# Fourth Dimension
Fourth Dimension es el cuarto álbum de estudio de la banda finlandesa de power metal Stratovarius. Salió a la venta  el 11 de marzo de 1995 por el sello discográfico T&T Records. En este disco el guitarrista Timo Tolkki solo canto en la canción «Dreamspace» (en vivo) que fue grabado en "live at Club Citta, Kawasaki". Es el primer álbum con Timo Kotipelto como vocalista y el último con Tuomo Lassila y Antti Ikonen. El disco está compuesto por 11 canciones (12 en la edición de Japón). Este álbum vendió 75 000 copias en Japón. La canción «Against The Wind» se convirtió en el nuevo Videoclip oficial de la banda y el debut del cantante Timo Kotipelto publicado en 1995. Un segundo videoclip de «Against The Wind» fue mostrado para promocionar el álbum. En la lista 40, Finland TV se mostró un nuevo videoclip en vivo de «Distant Skies».

## Listado de canciones
1. "Against The Wind" - 3:48
2. "Distant Skies" - 4:10
3. "Galaxies" - 5:01
4. "Winter" - 6:32
5. "Stratovarius" (Instrumental) - 6:22
6. "Lord of The Wasteland" - 6:10
7. "030366" - 5:47
8. "Nightfall" - 5:09
9. "We Hold The Key" - 7:53
10. "Twilight Symphony" - 7:00
11. "Call of The Wilderness" (Instrumental) - 1:30
12. "Dreamspace" (live) (bonus track japonés) - 6:12

## Miembros
- Timo Kotipelto - Voz
- Timo Tolkki - Guitarra y voz en el (canción 12)
- Jari Kainulainen - Bajo
- Antti Ikonen - Teclado
- Tuomo Lassila - Batería

## Compositores
- Timo Tolkki
- Timo Kotipelto

## Posicionamiento
Álbum
| Año  | Lista | País             | Posición |
| ---- | ----- | ---------------- | -------- |
| 1995 | Japón | Bandera de Japón | 26       |